# サン・ニコーラ・バロニーア
サン・ニコーラ・バロニーア（伊: San Nicola Baronia）は、イタリア共和国カンパニア州アヴェッリーノ県にある基礎自治体（コムーネ）。

## 地理

### 位置・広がり

#### 隣接コムーネ
隣接するコムーネは以下の通り。
- カリーフェ
- カステル・バロニーア
- フルーメリ
- サン・ソッシオ・バロニーア
- トレヴィーコ